# Crypteffigies tenuicinctus
Crypteffigies tenuicinctus là một loài tò vò trong họ Ichneumonidae.